# Verbena cuneifolia
Verbena cuneifolia — вид рослин родини Вербенові (Verbenaceae), ендемік Перу.

## Опис
Прямостійна або напівчагарникова рослина до 1.5 м. Стебла щільно жорстко волосисті з темноголовими залозистими волосками; міжвузля 3–5 см завдовжки. Листки сидячі, листові пластини 3.5–6.5 × 1–2 см, в основному 3-лопатеві й до 3-х роздільних, гостра верхівка, клиноподібна основа, зубчастий край, верхня поверхня з короткими жорсткими притиснутими волосками, нижня поверхня щільно жорстко волосиста над жилками з короткими темноголовими залозистими волосками на решті поверхні. Квіткові приквітки довжиною 6–6.5 мм, від лінійних до вузьких яйцеподібних, щільно вкриті темноголовими залозистими волосками. Чашечка довжиною 8.5–9 мм, залозисто запушена; вузькі гострі зуби довжиною 3 мм. Віночок фіолетового кольору, трубка довжиною 10–15 мм

## Поширення
Ендемік Перу (Ла Лібертад, Ламбайке і Хунін). Про вид також повідомлялося з Чилі, але підтверджень цьому наразі немає. Вид населяє відкриті ліси, схили скель і невеликі гори, 3200–3600 м.